# 湯元さくら
湯元 さくら（ゆもと さくら、1997年3月8日 - ）は、日本の元体操競技選手。愛知県出身。

## 来歴
韓国で開催された2015年夏季ユニバーシアードに出場し、団体で銀メダルを獲得しており、2014年に開催されたアジア競技大会でも、団体で銀メダルを獲得している。